# The Idiot
The Idiot – debiutancki album studyjny amerykańskiego muzyka rockowego Iggy'ego Popa, wydany 18 marca 1977 roku przez RCA Records. Płyta dotarła m.in. do 72 pozycji listy Billboard 200 w Stanach Zjednoczonych, a także do pozycji 30 na brytyjskiej liście przebojów. Jest to pierwszy z trzech albumów nagranych we współpracy z Davidem Bowiem (pozostałe to "Lust for Life" z 1977 i "Blah Blah Blah" z 1986).

## Geneza tytułu
Tytuł albumu zainspirowany był wydaną w 1869 roku powieścią Fiodora Dostojewskiego pt. "Idiota".
Pojawia się również w tekście do utworu "Sister Midnight" ("Calling sister midnight I'm an Idiot for you").

## The Idiotatrylogia berlińska
Pierwszy album Popa określany jest często jako nieoficjalny wstęp do trylogii berlińskiej Davida Bowiego (mimo że premiera "Low" miała miejsce dwa miesiące wcześniej niż "The Idiot").
Mianem trylogii berlińskiej określa się albumy Low (1977), „Heroes” (1977) i Lodger (1979) Bowiego, których powstanie przypada na okres, gdy artysta przebywał w Berlinie. W rzeczywistości tylko ""Heroes"" zostało całkowicie nagrane w tym mieście. Część "Low" nagrana była we Francji, a Lodger w całości w Szwajcarii i USA.
Zarówno The Idiot jak i Lust for Life Iggy'ego Popa również powstawały w Berlinie, w tym samym czasie co dwa pierwsze albumy trylogii. Na kształt obu płyt duży wpływ miał Brytyjczyk, który nie tylko był producentem albumu, ale także współautorem wszystkich utworów na płycie.

## Lista utworów
1. „Sister Midnight” – 4:19 (Iggy Pop, David Bowie, Carlos Alomar)
2. „Nightclubbing” – 4:14 (Pop, Bowie)
3. „Funtime” – 2:54 (Pop, Bowie)
4. „Baby” – 3:24 (Pop, Bowie)
5. „China Girl” – 5:08 (Pop, Bowie)
6. „Dum Dum Boys” – 7:12 (Pop, Bowie)
7. „Tiny Girls” – 2:59 (Pop, Bowie)
8. „Mass Production” – 8:24 (Pop, Bowie)

W nawiasach podani zostali autorzy poszczególnych utworów.

## Twórcy
- Producent i aranżer: David Bowie
- Miksowanie: Tony Visconti
- Muzycy:
  - Iggy Pop: śpiew
  - David Bowie: keyboard, syntezator, gitara, pianino, saksofon, ksylofon, wokal wspierający
  - Phil Palmer: gitara
  - Carlos Alomar: gitara
  - Dennis Davis: perkusja
  - George Murray: gitara basowa